# Монтањола (Терамо)
Монтањола (итал. Montagnola) је насеље у Италији у округу Терамо, региону Абруцо.
Према процени из 2011. у насељу је живело 143 становника. Насеље се налази на надморској висини од 259 м.